# Cephaloziopsis schistophila
Cephaloziopsis schistophila là một loài rêu tản trong họ Cephaloziellaceae. Loài này được (Spruce) R.M. Schust. miêu tả khoa học lần đầu tiên năm 1971.